# قرار مجلس الأمن التابع للأمم المتحدة رقم 1586
قرار مجلس الأمن التابع للأمم المتحدة رقم 1586، المتخذ بالإجماع في 14 آذار / مارس 2005، بعد إعادة تأكيد جميع القرارات المتعلقة بالحالة بين إريتريا وإثيوبيا، ولا سيما القرار 1560 (2004)، مدد المجلس ولاية بعثة الأمم المتحدة في إثيوبيا وإريتريا حتى 15 سبتمبر 2005.

## القرار

### أعمال
ومدد القرار ولاية بعثة الأمم المتحدة في إثيوبيا وإريتريا حتى 15 سبتمبر / أيلول 2005. تم حث الطرفين على الوفاء بالتزاماتهما بموجب اتفاق الجزائر والتعاون مع لجنة الحدود من أجل أن تفي بولايتها. ودُعيت الأطراف كذلك إلى التعاون مع بعثة الأمم المتحدة في إثيوبيا وإريتريا وحماية موظفي الأمم المتحدة، والامتناع عن زيادة القوات في المناطق المتاخمة للمنطقة الأمنية المؤقتة. كان هناك قلق من تدهور الوضع الإنساني في كل من إثيوبيا وإريتريا.
وجدد المجلس التأكيد على اهمية الحوار بين البلدين وتطبيع العلاقات الدبلوماسية بينهما. وفي غضون ذلك، أيد جهود المبعوث الخاص لويد أكسوورثي لتأمين تنفيذ الاتفاقات المبرمة بينهما. وسيقوم الأمين العام كوفي عنان بمراقبة الوضع عن كثب ومراجعة تفويض بعثة الأمم المتحدة في ضوء أي تقدم في عملية السلام.

## روابط خارجية
- نص القرار في undocs.org